# Histoire de l'académie royale des sciences. Avec les mémoires de mathématique & de physique
Histoire de l'Académie Royale des Sciences. Avec les Mémoires de Mathématique & de Physique (abreviado Hist. Acad. Roy. Sci. Mém. Math. Phys. (Paris, 4)) fue una revista con ilustraciones y descripciones botánicas que fue editada en Francia. Fue publicada desde 1702 hasta 1793/94.